# Квадратний градус
Квадратний градус (□°) — одиниця вимірювання тілесного кута (тобто, площа проєкції на одиничну сферу із центром у точці спостереження). Це двовимірний градус.
Один квадратний градус приблизно дорівнює 3,046174× 10-4 стерадіана (≈ 1/3283). Площі всієї небесної сфери в квадратних градусах відповідає тілесний кут величиною приблизно 41253 кв.град.
Наприклад, Місяць і Сонце, якщо спостерігати їх із Землі, мають кутовий розмір близько півградуса, тобто, кутову площу приблизно чверть квадратного градуса (1/4 = 0,25).